# Trichoplites moupinata
Trichoplites moupinata là một loài bướm đêm trong họ Geometridae.